# Phénix (monnaie grecque)
Le phénix (en grec moderne : φοίνιξ) est la première unité monétaire de la Grèce moderne. Adopté lors de l'Assemblée nationale d'Argos, il fut introduit le 1er octobre 1829 par le gouverneur Ioánnis Kapodístrias et était subdivisé en 100 lepta (centimes). Son nom fait référence à celui de l'oiseau mythique Phénix. Ce nom avait pour vocation de symboliser la renaissance de la Grèce. Le phénix a remplacé le kuruş turc au taux de 6 phénix pour 1 kuruş.
Seul un petit nombre de pièces furent mises en circulation ; la plupart des transactions en Grèce continuant de se faire en monnaies étrangères. En raison d'un manque de métaux précieux pour la frappe, le gouvernement grec créa en 1831 des billets de banque pour une valeur de 300 000 phénix sans toutefois avoir les réserves nécessaires. Le phénix fut massivement rejeté par la population. En 1832, à la suite d'une réforme monétaire la drachme moderne grecque remplaça le phénix au même taux.